# Kondoraphe
Kondoraphe là một chi ốc nhiệt đới có mang và nắp, là động vật thân mềm chân bụng sống trên cạn thuộc họ Neocyclotidae.

## Các loài
Các loài thuộc chi Kondoraphe bao gồm:
- Kondoraphe kiyokoae